# 柳氏懸鉤子
柳氏懸鉤子（学名：Rubus liuii）为薔薇科懸鉤子屬下的一个种。

## 扩展阅读
- 維基物種上的相關：柳氏懸鉤子